# The Rolling Stones, Now!
The Rolling Stones, Now! és el tercer àlbum americà d'estudi de la banda de rock britànica The Rolling Stones, editat el 13 de febrer de 1965 pel seu distribuïdor inicial nord-americà, London Records. Tot i que conté dues cançons prèviament no publicades i una versió alternativa, l'àlbum consisteix principalment en cançons editades anteriorment al Regne Unit, a més del recent senzill del grup als Estats Units, «Heart of Stone» acompanyada de «"What a Shame». Mick Jagger i Keith Richards van escriure quatre de les cançons de l'àlbum (inclòs el senzill nord-americà), equilibrat per altra banda per artistes americans de rhythm and blues i rock and roll.

## Recepció
En una revisió retrospectiva, el crític musical Richie Unterberger va donar a l'àlbum la màxima qualificació d'AllMusic (5 de 5 estrelles). Va comentar
| «                    | «Now!» del principi a final és gairebé pràcticament uniforme, amb l'èmfasi en algun dels seus materials més negres. Les versions de «Down Home Girl» de la vibrant «Mona (I Need You Baby)» de Bo Diddley, «Paint in My Heart» d'Otis Redding i «Oh Baby» de Barbara Lynn formen part de les millors interpretacions del grup en R&B. | » |
| — Richie Unterberger | |   |

## Llista de cançons
| 1.            | «Everybody Needs Somebody to Love» | The Rolling Stones No. 2 (UK) té una versió alternativa més llarga | 2:57  |
| 2.            | «Down Home Girl»                   | The Rolling Stones No. 2                                           | 4:15  |
| 3.            | «You Can't Catch Me»               | The Rolling Stones No. 2                                           | 4:30  |
| 4.            | «Heart of Stone»                   | senzill (USA)                                                      | 2:49  |
| 5.            | «What a Shame»                     | CaraB de "Heart of Stone" (USA) & The Rolling Stones No. 2 (UK)    | 2:50  |
| 6.            | «Mona (I Need You Baby)»           | The Rolling Stones (UK)                                            | 3:55  |
| Durada total: | Durada total:                      | Durada total:                                                      | 21:16 |

| 1.            | «Down the Road Apiece»                | The Rolling Stones No. 2                                            | 3:00  |
| 2.            | «Off the Hook»                        | Cara B de "Little Red Rooster" (UK) & The Rolling Stones No. 2 (UK) | 2:35  |
| 3.            | «Pain in My Heart»                    | The Rolling Stones No. 2                                            | 2:12  |
| 4.            | «Oh Baby (We Got a Good Thing Goin')» | The Rolling Stones, Now!                                            | 2:06  |
| 5.            | «Little Red Rooster»                  | senzill (UK)                                                        | 3:00  |
| 6.            | «Surprise, Surprise»                  | No editat (UK)                                                      | 2:20  |
| Durada total: | Durada total:                         | Durada total:                                                       | 15:13 |